# Colchicum kurdicum
Colchicum kurdicum là một loài thực vật có hoa trong họ Colchicaceae. Loài này được (Bornm.) Stef. miêu tả khoa học đầu tiên năm 1926.